# Journal of Research in Science Teaching
Journal of Research in Science Teaching — це рецензований академічний науковий журнал, що присвячений освітології та педагогіці.
Журнал був створений у 1963 році та публікується десять разів на рік видавництвом John Wiley & Sons від імені Національної асоціації досліджень у галузі природничих наук, офіційним журналом якої він є.
Головними редакторами є Трой Д. Садлер (Університет Північної Кароліни) і Феліція Мур Менса (Колумбійський університет).
Відповідно до Journal Citation Reports, імпакт-фактор журналу 2022 року становить 4.6, що ставить його на 32 місце серед 269 журналів у категорії «Освіта та освітні дослідження».

## Цілі та сфера застосування
Journal of Research in Science Teaching, офіційний журнал NARST: Всесвітня організація з удосконалення наукової освіти через дослідження, публікує звіти для дослідників і практиків наукової освіти з питань викладання та навчання науковим дисциплінам і політики наукової освіти.
Наукові рукописи в межах домену Journal of Research in Science Teaching включають, але не обмежуються дослідженнями з використанням якісних, етнографічних, історичних, опитувальних, філософських, тематичних досліджень, кількісних, експериментальних, квазіекспериментальних, інтелектуального аналізу даних та аналітичних, заснованих на даних, підходів; позиційні документи; політичні перспективи; критичні огляди літератури; і коментарі, і критика.